# ジェームス・ハンソン
ジェームス・ハンソン（James Hanson、1988年9月15日 - ）は、スーパーラグビーレベルズに所属するラグビーユニオン選手。

## プロフィール
- オーストラリア・ブリスベン出身。
- ポジションはフッカー(HO)。
- 身長 183cm、体重 104kg
- オーストラリア代表キャップは12（2021年2月現在）でラグビーワールドカップ2015のオーストラリア代表に選ばれた[1]。
- バーバリアンズに選ばれたことがある[2]。

## 略歴
レベルズ、ノースハーバー、レッズ、ブリスベンシティー、シドニースターズ、メルボルン・ライジング、レベルズを経て、2017年、グロスターに加入。
2021年、レベルズに復帰。